# Pedro Pertús

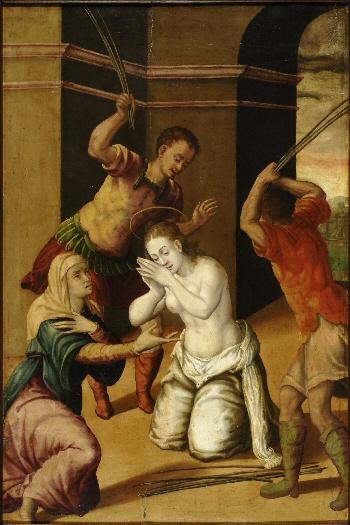
Flagelación de Santa Apolonia, óleo sobre tabla, 92.3 x 63 cm, Museo de Zaragoza.

Pedro Pertús el menor o el joven (fl. 1546-1583) fue un pintor manierista activo en Tudela y Zaragoza.
La primera noticia documental que se tiene del pintor, avecindado en la parroquia de San Gil de Zaragoza, es de 1546 cuando resultó condenado por adulterio en un juicio civil y criminal y sentenciado a pintar un Crucifijo de blanco y negro para el hospital de niñas de San Gil. Reaparece en 1562, trabajando en Tudela, donde reside un hermano de igual nombre y también pintor, y cuatro años después se le documenta ocupado en el dorado de un retablo para la catedral de Huesca. 
De regreso a Zaragoza, en 1570 cobró doce sueldos por dar las trazas para el adorno plateresco de la tribuna del órgano de la iglesia de San Pablo, de cuya ejecución se encargaron los mazoneros Juan y Francisco Carnoy. Un año después pintó un San Pedro para la parroquial de Longares donde se conservan algunas tablas a él atribuidas. En 1576 se encargó del dorado y la pintura de un retablo dedicado a Santa Apolonia en la desaparecida iglesia de San Lorenzo de Zaragoza, del que subsisten cuatro tablas con historias de la vida de la santa conservadas en el Museo de Zaragoza. En Zaragoza podría debérsele también el retablo de Santa Quiteria en la iglesia de San Miguel de los Navarros. No rompió en estos años sus vínculos con Tudela, para cuya catedral pintó en 1579 el retablo de San Martín encargado por Martín Mezquita, tesorero de la catedral de Tarazona. El mismo año recibió como aprendiz en su taller a Juan de Lumbier, pintor navarro continuador de su estilo y heredero de sus relaciones profesionales en Tudela.
Casado con María Salcedo, fue padre de Rafael, nacido en 1564, y de Miguel Pertús (Zaragoza, 1568-1631) también pintores. Falleció en Zaragoza el 23 de octubre de 1583.